# Seznam narodnih herojev Jugoslavije (N)
Seznam narodnih herojev Jugoslavije, katerih priimki se začnejo na črko N.

## Seznam
- Kosta Nađ (1911–1986), z redom narodnega heroja odlikovan 20. decembra 1951.
- Stevan Naumov Stiv (1920–1942), za narodnega heroja proglašen 29. julija 1945.
- Nada Naumović (1922–1941), za narodnega heroja proglašena 20. decembra 1951.
- Naum Naumovski (1920–1960), z redom narodnega heroja odlikovan 20. decembra 1951.
- Kiro Nacev Fetak (1918–1942), za narodnega heroja proglašen 20. decembra 1951.
- Mara Naceva (1920–), Ordenom narodnog heroja proglašena je 29. novembra 1953.
- Radisav Nedeljković Raja (1912–2008), z redom narodnega heroja odlikovan 6. julija 1953.
- Vladimir Nemet Braco (1918–1944), za narodnega heroja proglašen 20. decembra 1951.
- Dragomir Nenadović (1915–1942), za narodnega heroja proglašen 27. novembra 1953.
- Radojica Nenezić (1921–1995), z redom narodnega heroja odlikovan 20. decembra 1951.
- Vangel Nečevski (1922–2006), z redom narodnega heroja odlikovan 20. decembra 1951.
- Đorđe Nešić (1924–1992), z redom narodnega heroja odlikovan 7. julija 1953.
- Ljubomir Nešić (1918–1941), za narodnega heroja proglašen 14. decembra 1949.
- Slobodan Nikačević (1912–1941), za narodnega heroja proglašen 5. julija 1951.
- Radislav Nikčević (1917–1941), za narodnega heroja proglašen 7. julija 1953.
- Siniša Nikolajević (1914–1943), za narodnega heroja proglašen 20. decembra 1951.
- Vojin Nikolić (1914–1999), z redom narodnega heroja odlikovan 10. julija 1952.
- Živojin Nikolić Brka (1911–1990), z redom narodnega heroja odlikovan 6. julija 1953.
- Gojko Nikoliš (1911–1995), z redom narodnega heroja odlikovan 20. decembra 1951.
- Jordan Nikolov Orce (1916–1942), za narodnega heroja proglašen 29. julija 1945.
- Đorđe Nikšić (1922–1986), z redom narodnega heroja odlikovan 26. septembra 1953.
- Vid Nježić (1903–1945), za narodnega heroja proglašen 23. julija 1953.
- Grujo Novaković (1913–1975), z redom narodnega heroja odlikovan 27. novembra 1953.
- Miodrag Novaković Džudža (1919–1955), z redom narodnega heroja odlikovan 27. novembra 1953.
- Momčilo Novković (1916–1988), z redom narodnega heroja odlikovan 27. novembra 1953.
- Mirko Novović (1917–1997), z redom narodnega heroja odlikovan 27. novembra 1953.